# Dangerous Millions
Pour plus de détails, voir Fiche technique et Distribution.
Dangerous Millions est un film américain réalisé par James Tinling, sorti en 1946.

## Synopsis
Jack Clark (Kent Taylor), pilote de combat devenu soldat de fortune,  est convoqué à Shanghai avec d'autres héritiers potentiels pour récupérer la fortune laissée par Hendrick Van Boyden (Robert Barrat) une décennie auparavant.

## Fiche technique
- Titre : Dangerous Millions
- Réalisation : James Tinling
- Assistants-réalisateur : Earl Bellamy, Maurice Vaccarino (non crédité)
- Scénario : Irving Cummings Jr. (en), Robert G. North
- Photographie : Benjamin H. Kline
- Montage :  William F. Claxton
- Musique : Darrell Calker (en)
- Direction artistique : Robert Peterson
- Décors : Albert Greenwood
- Costumes :
- Son :  Frank McWhorter
- Producteur : Sol M. Wurtzel
- Producteur associé : Paul Wurtzel
- Directeur de production : Sherman A. Harris
- Société de production : Sol M. Wurtzel Productions
- Société de distribution : Twentieth Century Fox
- Pays de production :  États-Unis
- Langue : Anglais américain
- Métrage : 1 882,15 m (8 bobines)
- Format : Noir et blanc — 35 mm — 1,37:1 — Son : Mono (Western Electric Recording)
- Genre : Film dramatique, Film policier, Film d'aventure
- Durée : 69 minutes (1 h 9)
- Dates de sortie : 
  - États-Unis : 27 novembre 1946
  - Mexique : 17 novembre 1948

## Distribution
- Kent Taylor : Jack Clark
- Dona Drake : Elena Valdez
- Tala Birell : Sonia Bardos
- Leonard Strong : le chef des bandits
- Rex Evans : Lance Warburton
- Robert Barrat : Hendrick Van Boyden
- Konstantin Shayne : Prof. Jan Schuyler
- Otto Reichow : Nils Otter
- Rudolph Anders : Rudolph Busch
- Franco Corsaro : Alfredo Charles
- Henry Rowland (en) : Leo Turkan
- Victor Sen Yung : Lin Chow